# ويليام إتش دوبويس
ويليام إتش دوبويس (بالإنجليزية: William H. Dubois)‏ هو شخصية أعمال أمريكي، ولد في 24 مارس 1835 في راندولف في الولايات المتحدة، وتوفي بنفس المكان في 14 مايو 1907.